# Sirgianni Paleologo
Sirgianni Paleologo Filantropeno (in greco Συργιάννης Παλαιολόγος Φιλανθρωπηνός?; 1290 c. – 1334) è stato un nobile e generale bizantino di origini cumane e greche venne coinvolto nella guerra civile bizantina del 1321-1328 tra l'imperatore Andronico II e suo nipote Andronico III.
Cambiò campo diverse volte, e finì col conquistare gran parte della Macedonia per il sovrano serbo Stefano Dušan  prima di essere assassinato dai bizantini.

## Biografia
Prese il nome dal padre o probabilmente dal nonno, un capo dei Cumani che divenne Megas Domestikos (comandante in capo dell'esercito) sotto l'imperatore Andronico II. In quell'epoca c'erano molti cumani dell'Impero, che si erano stabiliti durante il regno di Giovanni III Vatatze. Il nome originario del Sirgianni anziano era  Sytzigan  (dal cumano-turco Sïčğan, "topo"), ellenizzata in Syrgiannes ("maestro Giovanni") quando venne battezzato. Il vecchio Sirgianni scalò la gerarchia dell'esercito bizantino, raggiungendo il rango supremo di megas domestikos. La madre di Sirgianni Paleologo (il giovane), Eugenia Paleologina, era un membro della famiglia dei regnanti Paleologi e nipote dell'imperatore Michele VIII. Conscio del prestigio del nome della famiglia della madre, il giovane Sirgianni scelse di utilizzarlo al fine di avanzare nella gerarchia imperiale. Egli aveva anche una sorella, Teodora, che sposò Guy de Lusignan, che divenne poi re della Cilicia armena col nome di Costantino II. Sirgianni fece la sua prima apparizione nella storia nel 1315, quando ottenne il posto di governatore militare della provincia di Macedonia nei pressi del confine con la Serbia. Nonostante i trattati esistenti e contro le istruzioni, decise di attaccare sia la Serbia che l'Epiro. Sollevato dal suo incarico, si ribellò, fu catturato e imprigionato. Qualche tempo prima del 1320, tuttavia, venne finalmente perdonato e nominato ad un comando in Tracia.

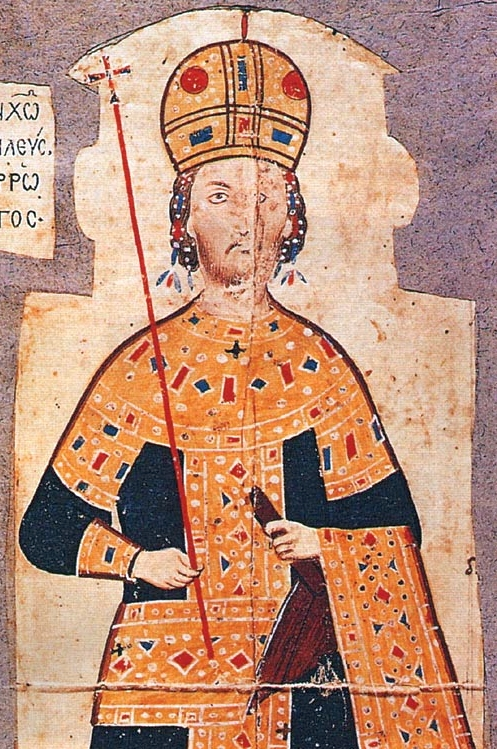
L'imperatore Andronico III Paleologo. Nella sua turbolenta carriera, Sirgianni passò dall'essere uno dei suoi principali sostenitori a suo nemico.

Nel 1320, dopo la morte di Michele IX Paleologo (figlio maggiore di Andronico II e co-imperatore dal 1295), il figlio Andronico III fu incoronato come co-imperatore di Andronico II. Anche se inizialmente in ottimi rapporti con il nonno, il giovane Andronico e il suo seguito di giovani nobili, a cui Sirgianni apparteneva, causarono appresnsione all'imperatore anziano per la loro stravaganza. I loro eccessi culminarono con l'omicidio (sbagliando identità) del fratello minore del giovane imperatore, Manuele; infuriato, l'anziano Andronico annullò i titoli del nipote determinando una spaccatura profonda personale tra i due.
A quel tempo, Sirgianni e Giovanni Cantacuzeno comprarono dei gevernatorati in Tracia, dove il malcontento verso il vecchio imperatore era diffuso e mobilitarono rapidamente il sostegno al più giovane degli Andronico. Insieme a Alessio Apocauco e Teodoro Sinadeno, si prepararono a rovesciare il vecchio Andronico II in favore di suo nipote. A Pasqua del 1321, il giovane Andronico andò ad Adrianopoli  e scoppiò la rivolta. Sirgianni guidò una grande armata verso la capitale, costringendo a negoziare l'anziano imperatore. Di conseguenza, il 6 giugno 1321, venne raggiunto un accordo che partizionava l'impero. Andronico III veniva riconosciuto come co-imperatore e riceveva la Tracia come appannaggio, con la creazione di una sua corte ad Adrianopoli, mentre Andronico II continuava a governare dalla capitale, Costantinopoli, come imperatore anziano.
Sirgianni rimase insoddisfatto della nuova sistemazione, ritenendo di non essere stato adeguatamente ricompensato per il suo sostegno ad Andronico III. Egli, inoltre, era risentito del maggior favore mostrato dal giovane imperatore verso Cantacuzeno e sviluppò una forte rivalità con quest'ultimo. Inoltre, cronisti dell'epoca, riportano anche una storia in cui Andronico III tentò di sedurre la moglie di Sirgianni. Nel mese di dicembre 1321, Sirgianni cambiò bandiera e figgì a Costantinopoli. Premiato con il titolo Megas Doux, convinse Andronico II a riprendere la guerra contro suo nipote. Nel luglio del 1322, tuttavia, fu raggiunto un altro accordo tra i due Andronico, che lasciò Sirgianni in una posizione scomoda. I suoi piani erano miseramente falliti ed iniziò a tranare per uccidere l'anziano Andronico II e impadronirsi del trono. La trama venne sventata ed egli venne condannato al carcere a vita.
Nel 1328, Andronico III rovesciò il nonno e divenne unico imperatore. Sirgianni era stato liberato e fu in grado di riacquisire il favore di Andronico III, al punto che alla fine del 1329 gli fu affidato l'importante governatorato di Tessalonica, seconda città dell'Impero, la Macedonia occidentale e l'Albania. Venne, ancora una volta, sospettato di complottare contro Cantacuzeno, questa volta con la madre dell'imperatore, l'imperatrice Rita che viveva a Tessalonica e avrebbe dovuto tenere d'occhio Sirgianni; invece si era talmente infatuata di lui che aveva deciso di adottato. A seguito della morte dell'imperatrice, alla fine del 1333, venne scoperto il complotto e Sirgianni venne arrestato e condotto a Costantinopoli per rispondere alle accuse di tradimento. Sirgianni, tuttavia, riuscì a fuggire verso la corte del sovrano serbo Stefano Dušan.
Dušan mise Sirgianni alla testa di una grande forza serba, con la quale invase la Macedonia bizantina nel 1334. La capacità di Sirgianni come generale, la sua conoscenza delle disposizioni dell'esercito bizantino e le amicizie che aveva mantenuto con alcuni ufficiali bizantini locali, portarono alla cattura rapida di molte importanti città bizantine, tra cui Ohrid, Prilep, Strumica e Kastoria. Venne aperta la strada per un avanzamento verso Tessalonica e l'esercito di Sirgianni si accampò davanti alle mura della città, di fronte ad una forza di soccorso bizantina. Entrambe le parti rimasero accampate confrontandosi l'un l'altra per diversi giorni, ma il 23 agosto 1334, Sirgianni venne attirato lontano dal suo campo con solo un paio di servitori e vennero tutti uccisi da Sphrantzes Paleologo, un generale bizantino che aveva disertato apposta al campo serbo un paio di giorni prima. Con la perdita del loro comandante, i serbi chiesero una pace negoziata che risultò molto vantaggiosa per i bizantini che tornarono in possesso della maggior parte delle città conquistate da Sirgianni nel nord della Macedonia.
L'ambizione di Sirgianni, complottista incallito dai molteplici tradimenti fece di lui una delle figure più buie dell'era agli occhi degli storici contemporanei e successivi: lo storico del XIV secolo, Niceforo Gregora confrontò la sua fuga in Serbia con quella di Temistocle presso i persiani, mentre Donald Nicol lo paragonò ad Alcibiade e Angeliki Laiou lo definì "la presenza peggiore" della guerra civile.